# Colegiul Național „Costache Negruzzi” din Iași
Colegiul Național „Costache Negruzzi” din Iași (cunoscut și sub denumirile de Liceul Internat din Iași, Liceul Internat „Costache Negruzzi”, sau Liceul „Costache Negruzzi” sau Negruzzi ) este una dintre cele mai vechi instituții de învățământ preuniversitar din Moldova, fondat în 1895 și afiliat UNESCO începând cu 1990. Liceul se mândrește atât cu directori, cât și cu absolvenți de valoare, precum Spiru Haret, Nicolae Gane, Eugen Lovinescu, Ion Ralet sau Haralamb Vasiliu.

## Scurt istoric
Liceul Internat din Iași se deschide la 3 octombrie 1895, în urma inițiativei lui Spiru Haret, care intenționa să înființeze un liceu exemplar. Conform site-ului oficial al liceului, „inaugurarea s-a făcut într-o clădire impozantă, una din cele mai mari și mai frumoase din Iași, care se vedea de departe, înălțându-se în partea cea mai ridicată a orasului, pe umărul dealului Copou, în mijlocul grădinilor care o împrejmuiesc din toate părțile”. 

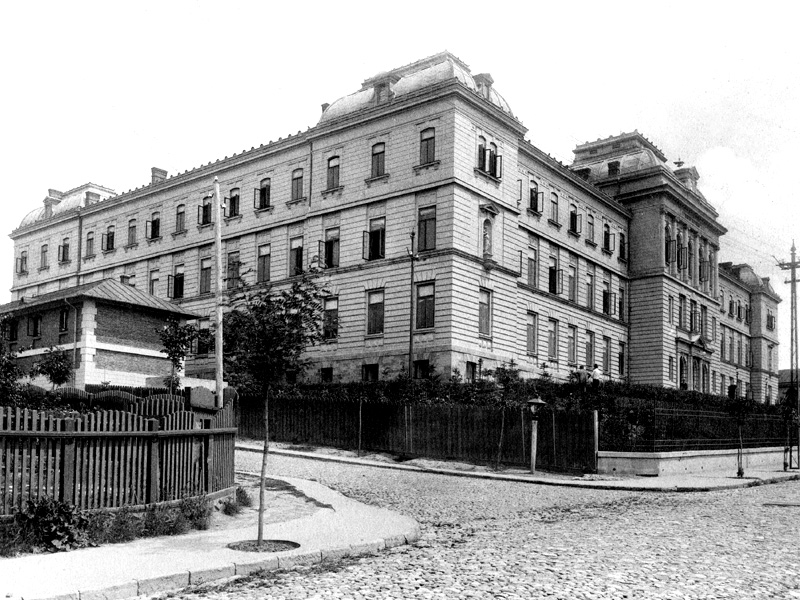
Liceul Internat „Costache Negruzzi” la inceputul sec. XX

De asemenea, liceul „urma să formeze o elită culturală”, motiv pentru care au fost recrutați profesori deja remarcați prin profesionalism și talent în mai multe școli; totodată, au fost invitați și copiii cei mai promițători, din toate colțurile Vechiului Regat, dar și din Transilvania.
Inițial, liceul a avut un singur profil generalist. Ulterior adoptării legii asupra învățământului secundar și superior din 1898 (Legea „Spiru Haret”), s-au introdus doua secții, cea clasică și cea modernă. O a treia secție, de reală, se înființează în 1911. Pe 22 iunie 1899, este semnat decretul prin care instituția va purta denumirea de Liceul Internat „Costache Negruzzi”. În 1902 promovează prima promoție complet formată la Liceul Internat (cu șapte clase), iar în 1904 prima care a urmat opt clase. 

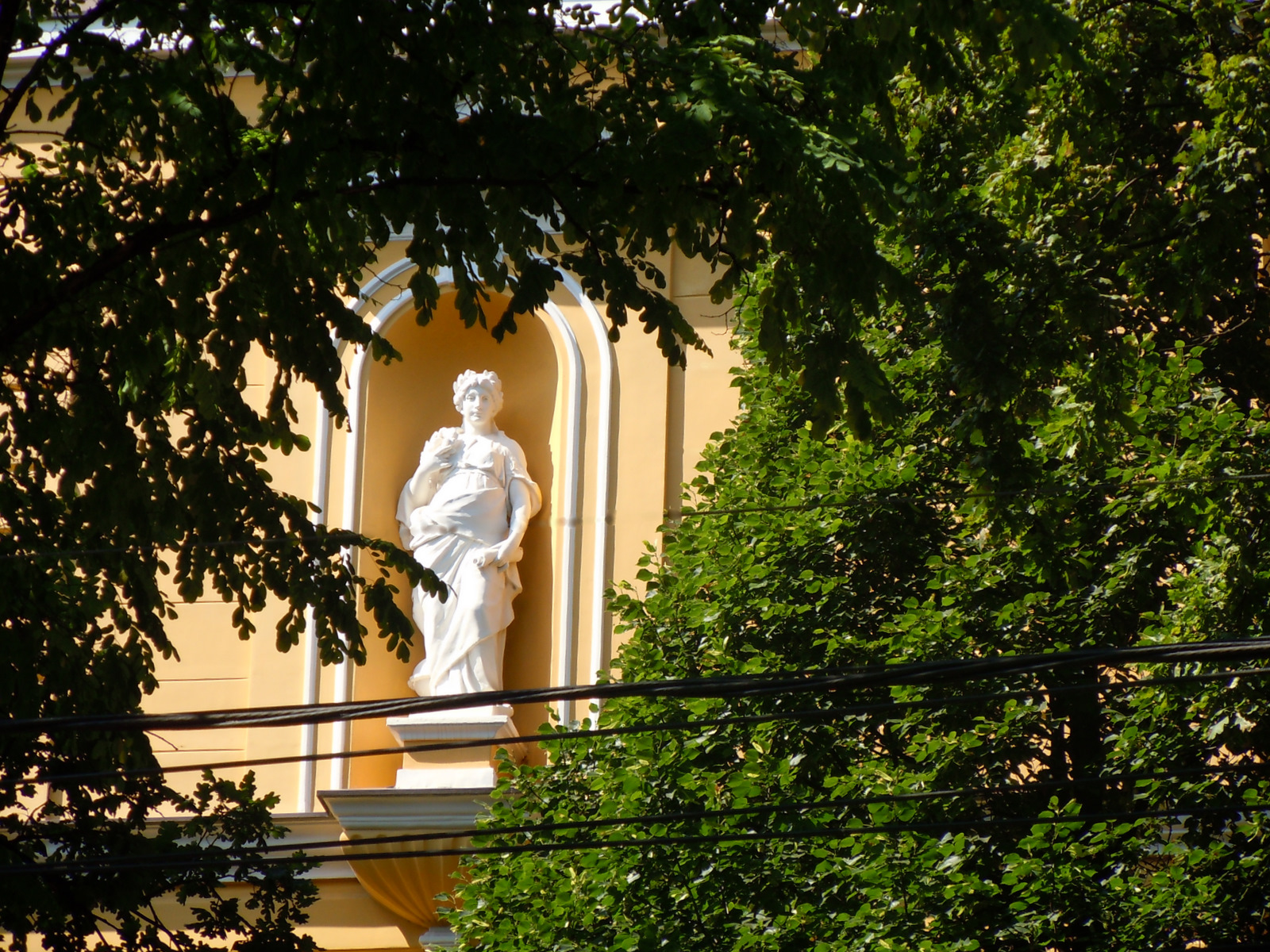
Colegiul „Costache Negruzzi” din Iași. Detaliu ornamental al clădirii principale

În decadele de după al doilea război mondial, procesul didactic a suferit ca urmare a „adoptării” modelului sovietic, cu reducerea anilor de studiu la 10 clase, modificarea planurilor și a programelor de învățământ, încercându-se – în mod deosebit în anii 1950 – înstrăinarea de valorile naționale autentice. S-a lovit în liceul exponent al așa-zisei „elite burgheze” prin cunoscutele presiuni asupra profesorilor, prin înlocuiri și detașări forțate, prin desființarea unei biblioteci deosebit de valoroase – cca. 10.000 de volume în anul 1954". În perioada stalinistă, numele liceului a fost schimbat de mai multe ori, devenind „Liceul de băieți nr. 2” (1949-1952), „Școala de 10 ani nr. 2 de băieți” (1952-1954) și „Școala medie nr. 2 de băieți” (1954-1956).
Totuși, notează același autor, „în ciuda ingerințelor politice din anii '50, liceul și-a păstrat prestigiul și «spiritul internatist» nu s-a pierdut, prin eforturile și dăruirea exemplare ale dascălilor și ale elevilor ce i-au onorat numele”. În anul 1956, liceul își recapătă (parțial) denumirea de Liceul „Costache Negruzzi”, iar din 1977 devine Liceul de matematică-fizică „Costache Negruzzi”.
În anii 1990 liceul a revenit la denumirea inițială, revendicându-și și consolidându-și totodată statutul de odinioară, reprezentând astăzi o instituție marcantă a învățământului ieșean. În 1998, devine Colegiul „Costache Negruzzi”, în 2010 obține titulatura de „Școală Europeană”, iar din 2015, poartă numele de Colegiul Național „Costache Negruzzi” Iași.

## Organizare și catedre
În mod tradițional, structura organizatorică include Conducerea Colegiului, Contabilitatea, Secretariatul, Corpul Didactic și Colectivul de Elevi. Catedrele se compun din: catedra de biologie, catedra de chimie, catedra de educație fizică și sport, catedra de educație plastică, catedra de fizică, catedra de geografie, catedra de informatică, catedra de istorie, catedra de limbă engleză, catedra de limbă franceză, catedra de limbă germană, catedra de limbă și literatură română, catedra de matematică, catedra de științe socio-umane.

### Proiecte didactice internaționale
O selecție de proiecte didactice însemnate inițiate de către colegiu include următoarele:
Programe internaționale
1. Rolul femeii în dezvoltarea societății. Comparație internațională, 2001-2002; 2002-2003, Socrates Comenius.
2. Teaching each other through the WEB - să învățăm unii de la ceilalți prin intermediul paginilor de internet, 2003-2004, 2004-2005, Socrates-Comenius.
3. Agissons ensemble pour un meilleur avenir! Împreună pentru mileniul ce va veni, 2004-2005, Leonardo.
4. Educația mediului înconjurător și conservarea monumentelor istorice, valori ale moștenirii culturale, Aprilie 2004, studiu Arion.
5. World School International Forum, Tokio, Japan, noiembrie 1999, noiembrie 2000, noiembrie 2003, noiembrie 2005, program internațional.
6. World School International Forum, Tennesse, SUA, noiembrie 2002, program internațional.
7. World School International Forum, Rheine, Germany, and Maidstone, Great Britain, noiembrie 2004, program internațional.
8. Europa în Direct, Rimini, Italia. Pace, drepturi și democrație prin dialog și dezbatere, 6-9 mai 2006, program UE.
9. World School International Forum, Brisbane, Australia, 15-28 octombrie 2006, program internațional.
Programe europene
1. Europa în Direct, Rimini, Italia. Pace, drepturi și democrație prin dialog și dezbatere, 6-9 mai 2006, program UE.
2. Teaching images within e-learning in order to raise school standards in Europe. A învăța să creezi imagini prin internet pentru a ridica standardul școlii în Europa, 2006-2007, Comenius 1.1 - Proiect european școlar.
3. Country traditions. Tradiții din țară, 2006-2007, Comenius 1.2 - lingvistic.
4. Quality in Schools for a Sustainable Future. Calitate în școală pentru un viitor durabil, 2006-2007, Comenius 1.3 - Proiect de dezvoltare școlară.
5. Promoting EcoAgriTourism in the Mediterranean Region - Teaching for an education of respect. Promovarea eco-agro-turismului în regiunea mediteraneană - Educație prin respect, 2006-2008, Comenius 2.1 - centralizat.
6. Rock și nu război, octombrie 2006, European Youth Project.

## Schimbări administrative moderne
Începând cu primii ani ai secolului curent, importante proiecte de renovare au readus colegiul, inclusiv din punct de vedere arhitectural, aproape de elitistul său nivel inițial. În plus, amenajări și îmbunătățiri interioare - precum supraveghere video pe coridoare, facilități sportive noi sau informatizarea digitală a multor săli de clasă - au completat cu succes imaginea sa de colegiu național de înaltă prestație.

## Șefi de promoție
Tabel publicat pe situl liceului pînă în 2017. 
| An   | Șefi de promoție |
| ---- | --- |
| 1896 | Teodoru Ioan |
| 1897 | Mladovici Cristea, Borcea Ioan |
| 1898 | Vasiliu Haralamb |
| 1899 | Lovinescu Eugen |
| 1900 | Lalescu Traian |
| 1901 | Botez Nicolae, Ciucă Mihai |
| 1902 | Ionescu Constantin, Enescu Ioan, Lupu Nicolae |
| 1903 | Teodor G. Enric |
| 1905 | Iftodiu Mihai, Dorneanu Gheorghe |
| 1906 | Zotta Gheorghe |
| 1907 | Stepleanu Vasile, Săvulescu Traian |
| 1908 | Iordan Iorgu |
| 1909 | Alexandrescu Constantin, Jora Mihai |
| 1910 | Ioan Nicolae |
| 1911 | Pavelescu Petru |
| 1912 | Carp Alexandru, Zamfir Dimitrie, Botez Demostene |
| 1913 | Moroianu Alexandru |
| 1914 | Ivănescu Teodor, Popa I. Victor |
| 1915 | Popa I. Nicolae, Hulubei Horia, Ralea Mihai, Suchianu Dumitru |
| 1916 | Ionașcu Traian, Atanasiu Constantin, Balmuș Constantin, Bărăgăoanu Gheorghe, Dămăceanu Dumitru, Teodoreanu Ionel |
| 1919 | Tofan Simeon |
| 1920 | Friedman Jean |
| 1921 | Răuț Emil, Ștefănescu-Goangă Petru, Dimitriu Ermil, Gogan Ion |
| 1922 | Conea Ioan, Manea Gheorghe, Burghele Theodor |
| 1923 | Receanu Ioan |
| 1924 | Bogdan Gheorghe |
| 1925 | Teodorescu Nicolae |
| 1926 | Popovici Constantin |
| 1927 | Pușcă Toma, Popa Ilie |
| 1928 | Gavrileț Frenț, Bratu Alfred, Bârlădeanu Alexandru |
| 1929 | Nedelschi Gheorghe |
| 1930 | Niculescu Constantin, Vasilescu Semproniu |
| 1931 | Bucur Dimitrie |
| 1932 | Manoliu Constantin |
| 1933 | Bădărău Gheorghe |
| 1934 | Bălan Aurel |
| 1936 | Andriescu-Gale Bogdan |
| 1937 | Beligan Radu |
| 1938 | Curievici Ioan |
| 1939 | Sava Victor |
| 1940 | Cerchez Eugen |
| 1941 | Berechet Mircea |
| 1942 | Ilarion Florin |
| 1943 | Climescu Eugen |
| 1944 | Ionescu Sorin |
| 1945 | Dohotaru Corneliu |
| 1946 | Dolinescu Constantin |
| 1947 | Leonte Liviu |
| 1948 | Murariu Dumitru |
| 1949 | Constantinescu Florin |
| 1950 | Rener Alexandru |
| 1951 | Burlacu Ștefan |
| 1952 | Gafițanu Mihai |
| 1953 | Amariței Constantin |
| 1954 | Țîmpoc Dinu, Brănișteanu D. |
| 1955 | Munteanu Petru Dan |
| 1956 | Dănilă Marcel Gheorghe |
| 1957 | Ungureanu Alexandru |
| 1959 | Nanu Gheorghe Octav |
| 1960 | Anghel Mircea |
| 1961 | Mărculescu Alexandru Sorin |
| 1962 | Antonescu Mihai |
| 1963 | Caransievici Eugen |
| 1964 | Pârvu Constantin-Sorin |
| 1965 | Gheorghiu Virgil |
| 1966 | Aizicovici Sergiu, Goraș Liviu |
| 1967 | Popa Eugen, Iacob Florin |
| 1969 | Vescan T. Zeno, Focșa V. Gabriela Maria |
| 1970 | Vescan T. Robert |
| 1971 | Crulicovschi P. Adriana Lucia |
| 1972 | Tiba I. Dan |
| 1973 | Stan V. Iulia |
| 1974 | Hăvârneanu Teodor Dumitru |
| 1975 | Zaharia I. Gheorghe |
| 1976 | Sârbu N. Adriana, Păstrăvanu E.D. Octavian Cezar |
| 1977 | Teodorescu Al. Bogdan, Oprea D. Doinița |
| 1978 | Anița I. Carmen, Vulcănescu Gh. Iris |
| 1979 | Haimovici M. Iulian |
| 1980 | Lazăr M. Sorin, Măcincă T. Ioan |
| 1981 | Neaga N. Călin |
| 1982 | Poroșnicu V. Eduard |
| 1983 | Cruceanu Mihail |
| 1984 | Alexandru Dragomirna |
| 1985 | Covic Adrian |
| 1986 | Dediu C. Laura Luana |
| 1987 | Ungureanu Șt. Mihai Răzvan |
| 1988 | Todirașcu D. Amalia, Năstase M. Adrian Laurian |
| 1989 | Gârtan M. Mihaela Atena |
| 1990 | Dascălu D. Cristina Gena, Dima T. Lucia Corina |
| 1991 | Grăjdeanu M. Radu Adrian, Vidrașcu Tr. Cristian |
| 1992 | Geba D. Dan Andrei, Siminiceanu I. Radu |
| 1993 | Ibănescu I. Mihai |
| 1994 | Lăcătușu M. Cristina Mihaela |
| 1995 | Cuvinciuc M. Victor, Hogea V. Vlad Gabriel |
| 1996 | Georgescu G. Roxana |
| 1997 | Ciubotariu C. Diana, Fratu A. Mihaela-Codruța |
| 1998 | Dascălu N. Ana-Maria, Rașcanu A. Anca-Irina |
| 1999 | Ilie Gh. Vlad-Ionuț |
| 2000 | Haivas N.I. Irina-Elena, Grigoraș T.V. Raluca-Maria |
| 2001 | Vasilescu-Lohan M. Teodora, Gonța A. Cristina |
| 2002 | Banar C. Alexandru, Cârlescu A. Dragoș-Valerică, Baltariu F. Alina |
| 2003 | Rotariu C. Alexandra, Balahur-Dobrescu P.P. Alexandra, Boureanu R.C. Ioana |
| 2004 | Cârjă O. Oana, Iosub D. Daniela |
| 2005 | Iacob F. Theodor-Alin |
| 2006 | Hăvârneanu T.D. Raluca, Irimia V. Ana-Monica |
| 2007 | Martinuș I. Antoaneta-Luciana |
| 2008 | Baibarac M. Arina Cristina |
| 2009 | Airimițoaie S. Andrei, Artenie R. Georgiana, Costea I. Ramona, Daneliuc A. Ana Maria, Luchian H. Alexandra, Vieriu C. Antonela |
| 2010 | Haraga G. Anca Elena |
| 2011 | Zamfir M. Ioana, Zoderu A. Andreea, Andriescu F. Gabriela, Chiriac D. Andra Mădălina, Dobri F. Mirona Letiția, Băean G. Maria Luiza, Popa F. Laura, Olariu S. Tudor, Cârlescu C. Flavia Elena                                                                                          |
| 2012 | Andrei L. Ioana, Antal P. Dorin Cristian, Condrea V. Daria, Crăciunescu L. Constantin Cosmin, Lozneanu C. Cezara Maria, Mihalache C. Ștefan Bogdan, Schreiner R. Thomas Gabriel, Stănescu R. Alexandra Mădălina, Postelnicu L. Leontina, Rotaru E. Ioana, Vîrlan C. Alexandra Mădălina |
| 2013 | Luchian C. Maria, Mărgineanu M. Antonia, Strungaru M. Mara-Ștefania |
| 2014 | Mărculeț V. Dan-Georgian |
| 2015 | Brănișteanu D.C. Cătălina Ioana, Ilău V. Marius Constantin |
| 2016 | Popa Delia Melania, Honcu Roxana Elena |
| 2017 | Niță Maria Elena, Timofticiuc Felicia |

## Galerie de imagini

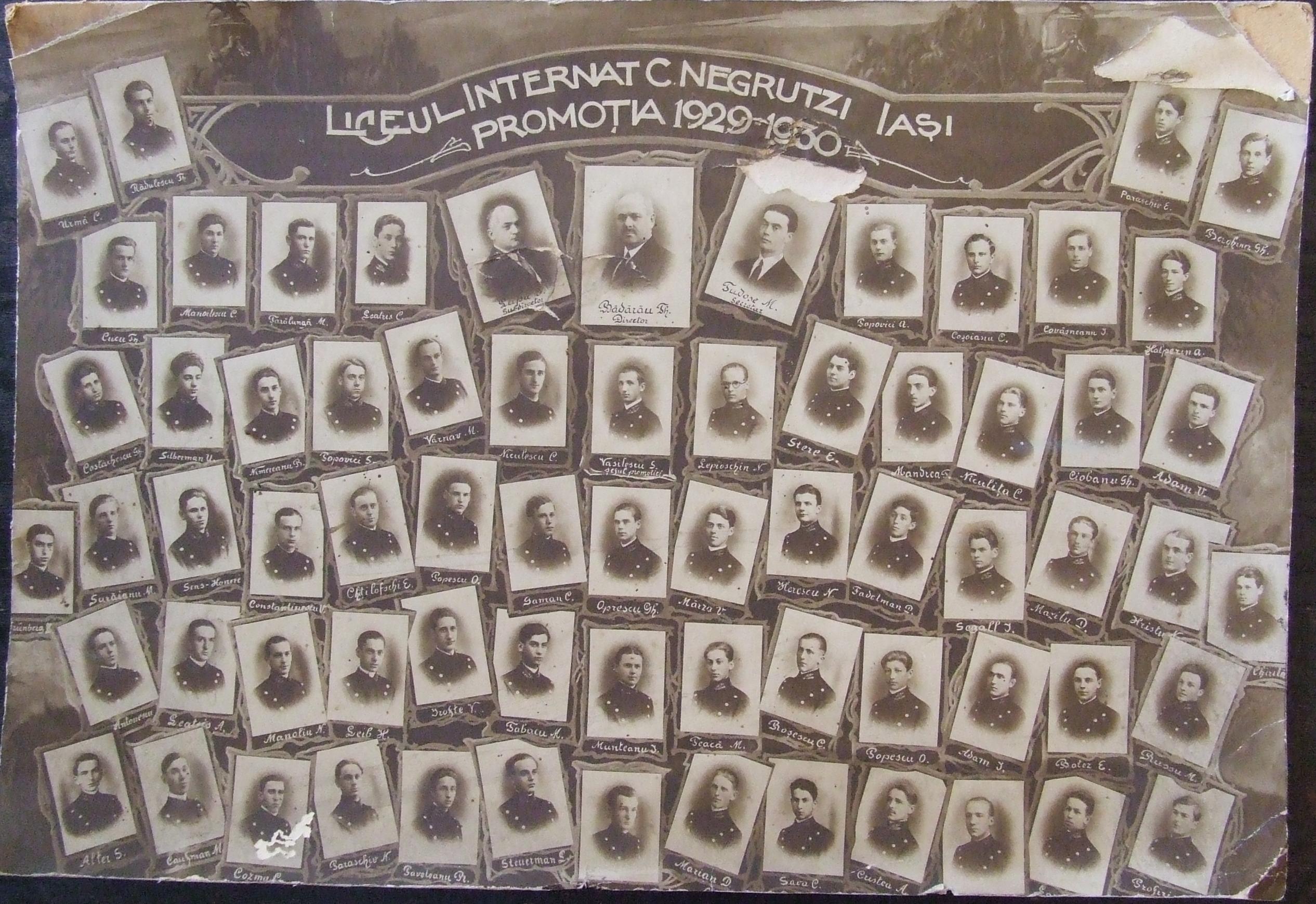
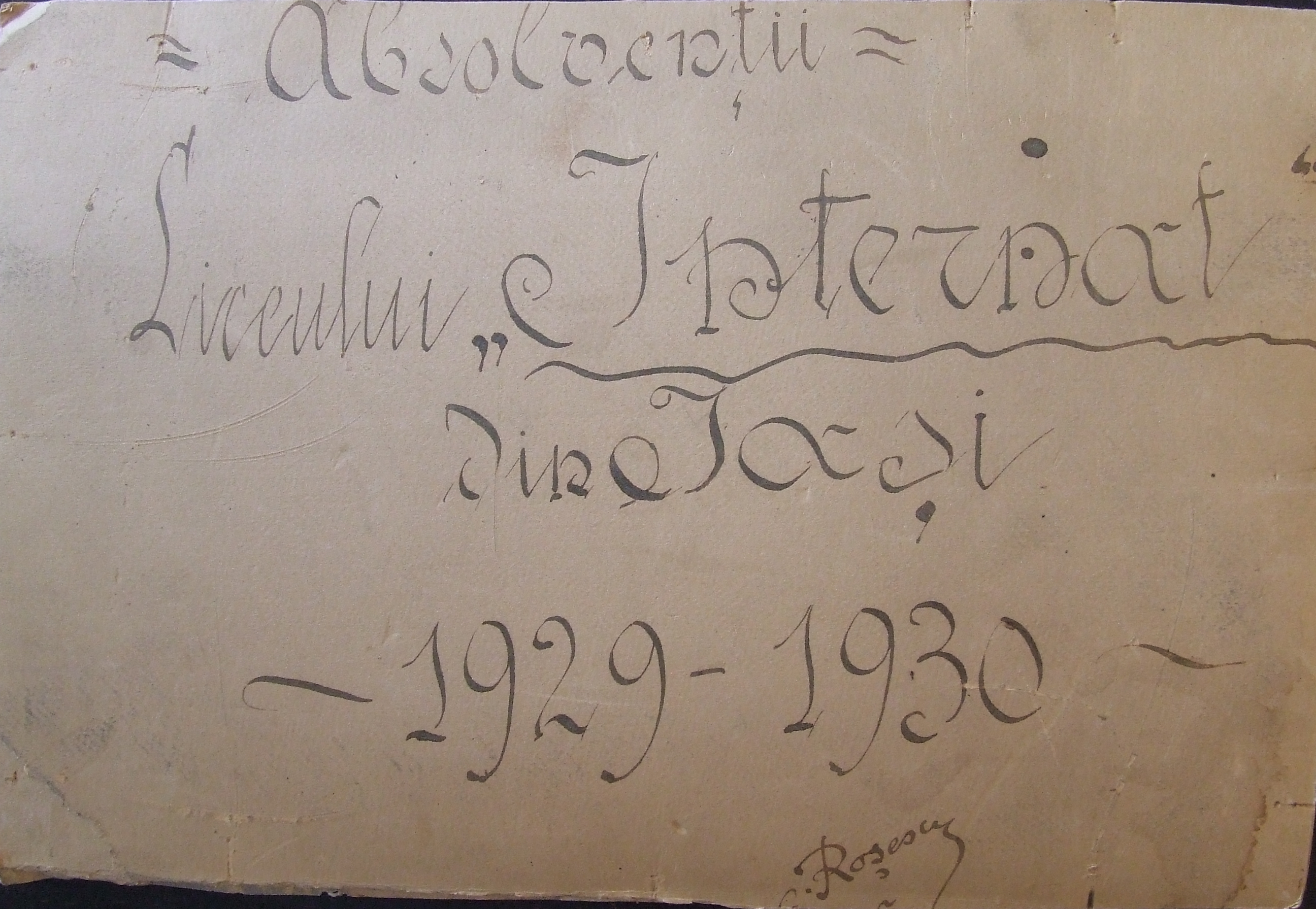